# Somate Alto Nuevo Santa Rosa
Somate Alto Nuevo Santa Rosa es una localidad peruana ubicada en el distrito de Sullana, perteneciente a la provincia homónima del departamento de Piura, al norte del Perú. 

## Ubicación
Somate Alto Nuevo Santa Rosa se ubica al oeste de la provincia de Sullana, en el distrito homónimo, en el departamento de Piura. 

## Demografía
En 2017 Somate Alto Nuevo Santa Rosa tenía una población de 11 habitantes.